# Eulophia
Eulophia je biljni rod iz porodice kaćunovki.